# Aurec-sur-Loire
Aurec-sur-Loire é uma comuna francesa na região administrativa de Auvérnia-Ródano-Alpes, no departamento de Alto Loire. Estende-se por uma área de 22,44 km². Em 2010 a comuna tinha 6 210 habitantes (densidade: 276,7 hab./km²).